# Jindřich Svoboda
Jindřich Svoboda (* 14. September 1952 in Adamov u Brna) ist ein ehemaliger tschechischer Fußballspieler. Der Stürmer gewann mit der Tschechoslowakischen Mannschaft Gold bei den Olympischen Sommerspielen 1980 in der UdSSR. Im Finale gegen die Mannschaft der DDR erzielte er den goldenen Treffer. 

## Vereinskarriere
Svoboda spielte in seiner Jugend für Spartak ADAST Adamov, mit 19 Jahren wechselte er nach Brünn, um bei der dortigen Armeemannschaft Dukla seinen Wehrdienst abzuleisten. Nach zwei Jahren wechselte er innerhalb der Stadt zu Zbrojovka Brno. Dort gewann er 1978 die tschechoslowakische Meisterschaft. Er verließ Brünn 1984 und spielte bis 1986 in der zweiten Liga bei TJ Gottwaldov. Seine Karriere setzte er bis 1994 bei kleineren ausländischen Vereinen fort, bis 1996 spielte er noch für Sokol Prace.

## Nationalmannschaft
Svoboda bestritt zwei Spiele für die Tschechoslowakei, das erste am 30. April 1975, die ČSSR gewann das EM-Qualifikationsspiel im Prager Letná-Stadion gegen Portugal mit 5:0, Svoboda wurde in der 76. Spielminute für Zdeněk Koubek eingewechselt. Bei seinem zweiten Länderspiel, einem torlosen Remis gegen Österreich im Stadion Bazaly in Ostrava am 1. Juli 1977 stand er in der Anfangsformation, nach 58 Minuten ersetzte ihn Karol Dobiaš.

## Olympiasieg
Bei den Olympischen Sommerspielen 1980 in der Sowjetunion war Svoboda nur Ersatz im Tschechoslowakischen Team. Im Endspiel gegen die DDR waren nach 73 gespielten Minuten immer noch keine Tore gefallen, als der tschechoslowakische Trainer František Havránek Ladislav Vízek, der bisher die Hälfte aller tschechoslowakischen Tore erzielt hatte, vom Feld nahm, und durch Jindřich Svoboda ersetzte. Svoboda war vier Minuten auf dem Platz, als er das alles entscheidende Tor schoss, das den Olympiasieg für die ČSSR bedeutete.